# Distrito de Gäu
Gäu é um distrito da Suíça, localizado no cantão de Soleura. Tem 62,02 km² de área e sua população em 2019 foi estimada em 21.605 habitantes. Sua sede é a comuna de Oensingen.

## Comunas
Gäu está composto por um total de 8 comunas:
| Brasão          | Comuna          | População (31 de dezembro de 2019) | Área, km² |
| --------------- | --------------- | ---------------------------------- | --------- |
| Egerkingen      | Egerkingen      | 3.793                              | 6.93      |
| Härkingen       | Härkingen       | 1.638                              | 5.57      |
| Kestenholz      | Kestenholz      | 1.829                              | 8.59      |
| Neuendorf       | Neuendorf       | 2.246                              | 7.13      |
| Niederbuchsiten | Niederbuchsiten | 1.246                              | 5.49      |
| Oberbuchsiten   | Oberbuchsiten   | 2.282                              | 9.39      |
| Oensingen       | Oensingen       | 6.264                              | 12.03     |
| Wolfwil         | Wolfwil         | 2.307                              | 6.89      |
|                 | Total           | 21.605                             | 62.02     |